# Anopheles latens
Anopheles latens  (parte del grupo A. leucosphyrus) es una especie de mosquito culícido. Es un importante vector de la transmisión de malaria en humanos y en monos, en el Sudeste Asiático. Es un importante vector en la transmisión de la malaria humana en Sarawak; pero debido a que le atraen tanto humanos como macacos, es también responsable de la transmisión de malarias de simios a humanos (Plasmodium knowlesi y posiblemente a P. inui bien).
A. latens tiende a picar desde las 18.00 h, y durante la noche, especialmente a medianoche. Se encuentra en bosques, y tiende a no vivir en moradas humanas.